# Rocio ocotal
Rocio ocotal és una espècie de peix de la família dels cíclids i de l'ordre dels perciformes.

## Morfologia
- Els mascles poden assolir 9,6 cm de longitud total.[1]

## Hàbitat
És una espècie de clima tropical.

## Distribució geogràfica
Es troba a Amèrica: Mèxic.